# Malchas Amojan
Malchas Amojan (* 22. ledna 1999) je arménský zápasník – klasik jezídského původu. Je trojnásobným mistrem Evropy a bronzovým olympijským medailistou v kategorii do 77 kg. V roce 2021 vybojoval v kategorii do 72 kg titul mistra světa.
Je synovcem zápasníka Romana Amojana.